# Bosley Crowther
Bosley Crowther est un journaliste et critique de cinéma américain né le 13 juillet 1905 à Lutherville (Maryland) et mort le 7 mars 1981 à Mount Kisco (État de New York). Il a travaillé pour le New York Times de 1940 à 1967.

## Biographie
Ses critiques et analyses de films ont aidé à façonner les carrières de certains réalisateurs, scénaristes et acteurs.